# Medalha "Por Distinção no Trabalho"
A Medalha "Por Distinção no Trabalho" (em russo: Medalʹ "Za trudovoie otlichie") foi uma condecoração civil da União Soviética, instituída pelo decreto do Presidium do Soviete Supremo da URSS em 27 de dezembro de 1938.
Posteriormente, sua descrição foi modificada pelo Decreto do Presidium do Soviete Supremo da URSS de 19 de junho de 1943, e seu estatuto, alterado por Decreto do Presidium do Soviete Supremo da URSS de 16 de dezembro de 1947.
Uma nova redação completa do estatuto foi aprovada pelo Decreto do Presidium do Soviete Supremo da URSS de 28 de março de 1980.

## História da medalha
A Medalha "Por Distinção no Trabalho" foi uma das primeiras medalhas instituídas na União Soviética. Ela é considerada a "junior" das duas medalhas pré-guerra soviéticas criadas para premiar méritos no trabalho, sendo a "mais velha" a Medalha "Pelo Valor Trabalhista". Essas duas medalhas de trabalho podem ser comparadas com suas contrapartes militares, as medalhas "Pela Coragem" e "Por Mérito de Batalha". O autor do projeto da medalha foi o artista Ivan Ivanovitch Dubasov.
O primeiro decreto do Presidium do Soviete Supremo da URSS para a concessão da Medalha "Por Distinção no Trabalho" foi assinado em 15 de janeiro de 1939. Devido aos méritos excepcionais no desenvolvimento de armamentos para o Exército Vermelho, 19 trabalhadores da fábrica nº 8 Kalinin foram premiados com a medalha. Entre eles estavam o serralheiro Ivan Efimovitch Novikov, o torneiro Sergei Ivanovitch Viktorov e o mestre de controle de qualidade Grigori Petrovitch Emelianov.
No dia seguinte, 16 de janeiro de 1939, foi publicado um novo decreto para premiar os trabalhadores do Conjunto de Dança e Canto do Exército Vermelho. Em comemoração ao décimo aniversário do conjunto, 16 pessoas receberam a medalha, incluindo o assistente do diretor artístico Boris Aleksandrovitch Aleksandrov, o cantor do conjunto Aleksandr Fiodorovich Lanin, o solista Vasily Petrovitch Ligin, o dançarino Dmitri Mikhailovitch Borisov e outros.
Em 17 de janeiro de 1939, foi publicado o decreto do Presidium do Soviete Supremo da URSS concedendo a Medalha "Por Distinção no Trabalho" a funcionários do projeto “Podzemgaz” do Comissariado do Povo da Indústria Pesada. Pela elaboração científica do método de gaseificação subterrânea de carvão e sua aplicação bem-sucedida na estação de Gorlovka, 28 pessoas foram condecoradas. Entre os primeiros nomes estavam o chefe do departamento técnico da estação, Isaak Aronovitch Brozin, o diretor do centro de operação e pesquisa Ivan Semenovitch Garkusha e o mecânico-chefe Tikhon Ananievitch Zakharov.
Em 21 de janeiro de 1939, um novo decreto concedeu a medalha a 75 trabalhadores exemplares da agricultura no Uzbequistão. A lista, em ordem alfabética, era aberta por Sultan Adylov (chefe de brigada do kolkhoz Stalin no distrito de Sverdlov, que entregou 30 quintais de algodão por hectare), Rustam Azizov (mecânico de brigada da MTS de Samarcanda, que economizou 5.000 kg de combustível e registrou 1.149 dias de trabalho) e Karamakhon Amalbaieva (coletora do kolkhoz Uzgarish, no distrito de Aimskiy, que colheu 9.200 kg de algodão em uma temporada e registrou 525 dias de trabalho).
Em 1 de fevereiro de 1939, o Presidium do Soviete Supremo da URSS publicou um decreto premiando 70 trabalhadores da Dalstroi com a Medalha "Por Distinção no Trabalho". Entre eles estavam o chefe de brigada Aleksei Georgievitch Abramov, o encarregado de mina Mikhail Ivanovitch Afanassiev, o geólogo Sergei Navrilovitch Afonin e outros.
Em razão do 20º aniversário da Academia Militar do Exército Vermelho Frunze, condecorada com a Ordem de Lenin e a Ordem do Estandarte Vermelho, 28 funcionários da instituição foram premiados com a Medalha "Por Distinção no Trabalho" por seu trabalho duradouro e honesto na formação e educação de quadros de comando do Exército Vermelho. A concessão foi feita pelo decreto do Presidium do Soviete Supremo da URSS em 5 de fevereiro de 1939. Entre os condecorados estavam o comissário político Georgi Stepanovitch Aksakalov, o intendente de 2ª classe Mikhail Ivanovitch Andriukhin, e o técnico-intendente de 1ª classe Vasily Fiodorovitch Volchok.
Pelo decreto de 23 de dezembro de 1939, 395 pessoas foram condecoradas por seu destaque na construção do Grande Canal de Fergana, nomeado em homenagem a Stalin.
Ao todo, mais de 11 mil pessoas foram premiadas com a medalha nos anos anteriores à guerra. Durante a Grande Guerra Patriótica, o número ultrapassou 44 mil.
As regras de uso da medalha, incluindo a cor da fita e seu posicionamento na barra de condecorações, foram aprovadas pelo decreto do Presidium do Soviete Supremo da URSS de 19 de junho de 1943, intitulado “Sobre a aprovação dos modelos e descrição das fitas para ordens e medalhas da URSS e das Regras para o uso de ordens, medalhas, fitas de ordens e distintivos”.
As concessões da medalha eram feitas exclusivamente por decretos do Presidium do Soviete Supremo da URSS.  Até de janeiro de 1995, aproximadamente 2.146.400 condecorações haviam sido realizadas.
Entre os agraciados múltiplas vezes destaca-se Enadjon Boimatova, que recebeu a medalha cinco vezes (29.12.1946, 17.01.1947, 17.12.1949, 21.07.1950 e 17.04.1954).

## Estatuto
A Medalha "Por Distinção no Trabalho" foi instituída para premiar o trabalho intensivo e a obtenção de altos índices de desempenho profissional.
Ela era concedida a operários, camponeses, especialistas da economia nacional, trabalhadores da ciência, cultura, educação, saúde e outros cidadãos da URSS. Também podiam ser agraciadas pessoas que não fossem cidadãs soviéticas.

A medalha era concedida:
- por trabalho intensivo que contribuísse para o aumento da produtividade e a melhoria da qualidade da produção, bem como por êxitos em competições socialistas;
- por contribuição no setor de construção e reconstrução de importantes obras da economia nacional; por invenções valiosas e propostas de racionalização;
- por trabalho bem-sucedido nas áreas da ciência, cultura, literatura, artes, educação popular, saúde, comércio, alimentação pública, habitação, serviços públicos e demais setores da atividade laboral;
- por participação ativa na educação comunista e na formação profissional da juventude, além de conquistas na atividade estatal e social;
- por realizações no campo da cultura física e dos esportes.[1]

A Medalha "Por Distinção no Trabalho" era usada no lado esquerdo do peito e, na presença de outras medalhas soviéticas, colocava-se após a Medalha "Pelo Valor Trabalhista". Se usada na presença de prêmios da Federação Russa, estes últimos têm precedência.

## Descrição
A Medalha "Por Distinção no Trabalho" tem formato circular regular com 32 mm de diâmetro.
No anverso, apresenta as imagens em relevo da foice e do martelo, cobertas com esmalte vermelho-rubi, além da inscrição em relevo “СССР” (URSS; SSSR). O tamanho da foice e do martelo, da base até o ponto mais alto, é de 21 e 20 mm, respectivamente. As letras da inscrição “СССР” têm 3,5 mm de altura.
Abaixo da foice e do martelo, há a inscrição "POR DISTINÇÃO NO TRABALHO" (ЗА ТРУДОВОЕ ОТЛИЧИЕ: ZA TRUDOVOIE OTLITCHIE) em duas linhas, com letras em baixo-relevo de 2 mm de altura, também cobertas com esmalte vermelho-rubi.
No reverso, encontra-se a inscrição em relevo "O TRABALHO NA URSS É UMA QUESTÃO DE HONRA" (ТРУД В СССР — ДЕЛО ЧЕСТИ; TRUD V SSSR ─ DELO CHESTI) em duas linhas, com altura das letras de 2,5 mm.
As bordas da medalha são delimitadas por um filete com 0,6 mm de largura em ambos os lados.
A medalha é confeccionada em prata de lei 925, com 15,6 g de prata em sua composição. O peso total da medalha, sem a fita, é de 16,975 ± 1,4 g.
Ela é presa por uma argola a uma base pentagonal recoberta com fita de moiré de seda lilás, com duas faixas douradas nas bordas. A fita tem 24 mm de largura e cada faixa dourada mede 2 mm.
Até meados de 1943, a medalha era entregue com uma base triangular revestida de fita vermelha. O fixador da base à roupa consistia em parafuso e porca. A própria medalha, até 1945, possuía numeração no verso.
| 1938─1943 anverso | 1938─1943 reverso | 1943─1991 anverso | 1943─1991 reverso |
| безрамки          | безрамки          | безрамки          | безрамки          |
| ----------------- | ----------------- | ----------------- | ----------------- |